# 鶴見橋 (岡山市)
鶴見橋（つるみばし）は、岡山県岡山市北区の旭川に架かる橋である。後楽園と対岸の出石町を結ぶ。

## 歴史
初代の橋は、岡山藩主池田氏の別荘であった後楽園を訪れる武士のために1707年（宝永4年）に架けられたと伝えられる。明治に入ると一般に開放され、旭川の岸や後楽園に舞い降りる鶴の姿が見られたことから、鶴見橋と呼ばれるようになった。
昭和に入り本格的な治水事業が始まるまでは、旭川は暴れ川として知られ、木橋を掛けては流されの繰り返しであった。恒久的な橋の架設は、1930年（昭和5年）に陸軍の大演習が行われる際に天皇を迎え入れる準備として行われた。5月1日に着工、同年10月30日に竣工し、11月3日に渡橋式を行うという突貫工事であった。24 m × 5径間と両岸側13.8 m、全長147.6 mの桁橋構造。高欄には木曽御料林から払い下げられたヒノキが使われ、擬宝珠や銅製の行灯などの装飾が施された。橋脚や橋桁外側は茶系に着色されている。高欄はのちにコンクリートで作り直されたが、木目模様に塗装され当時の雰囲気を保っている。
建設当時の工事報告書から、東京帝国大学工学博士の伊東忠太、京都帝国大学工学博士の武田五一、元復興局橋梁課長成瀬勝武が携わっていたと考えられる。